# قطعنامه ۱۳۵۹ شورای امنیت
قطعنامه ۱۳۵۹ شورای امنیت سازمان ملل متحد که در تاریخ ۲۹ ژوئن ۲۰۰۱ تصویب شد، سندی بین‌المللی دربارهٔ بررسی وضعیت صحرای غربی است. این قطعنامه طی نشست ۴۳۴۲ام با ۱۵ رای موافق، ۰ مخالف و ۰ ممتنع تصویب شد.